# Derval O'Rourke
Derval O'Rourke-O'Leary, irska atletinja, * 28. maj 1981, Cork, Irska.
Nastopila je na poletnih olimpijskih igrah v letih 2004, 2008 in 2012, ko se je uvrstila v polfinale teka na 100 m z ovirami. Na svetovnih dvoranskih prvenstvih je osvojila naslov prvakinje v teku na 60 m z ovirami leta 2006, na evropskih prvenstvih srebrni medalji v teku na 100 m z ovirami v letih 2006 in 2010, na evropskih dvoranskih prvenstvih pa bronasti medalji v teku na 60 m z ovirami v letih 2009 in 2013.